# Pimpla aethiops
Pimpla aethiops är en stekelart som beskrevs av Curtis 1828. Pimpla aethiops ingår i släktet Pimpla och familjen brokparasitsteklar. Inga underarter finns listade i Catalogue of Life.

## Bildgalleri

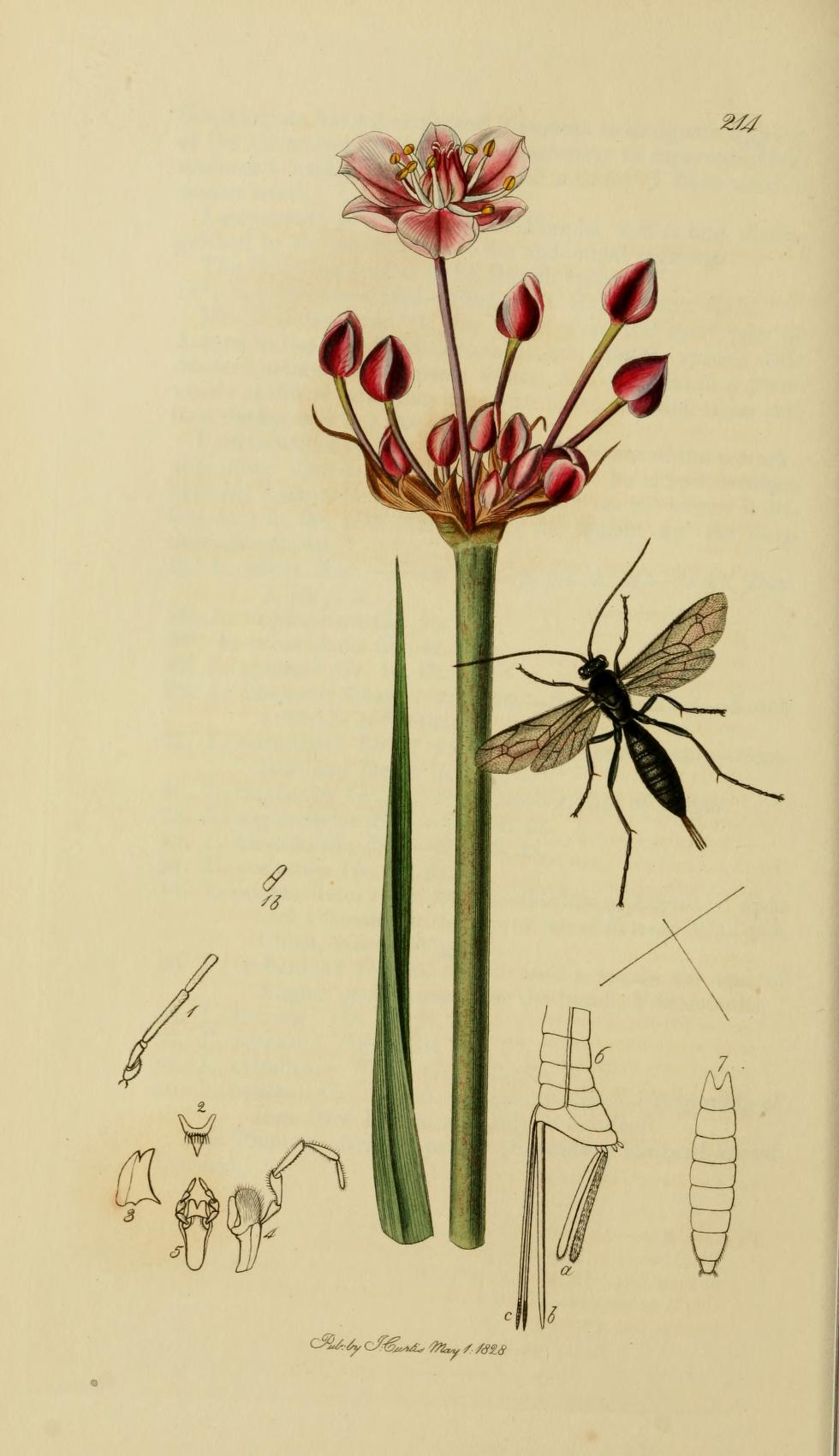